# Peñaflor (Chili)
Peñaflor is een gemeente in de Chileense provincie Talagante in de regio Región Metropolitana. Peñaflor telde 90.201 inwoners in 2017 en heeft een oppervlakte van 69 km².

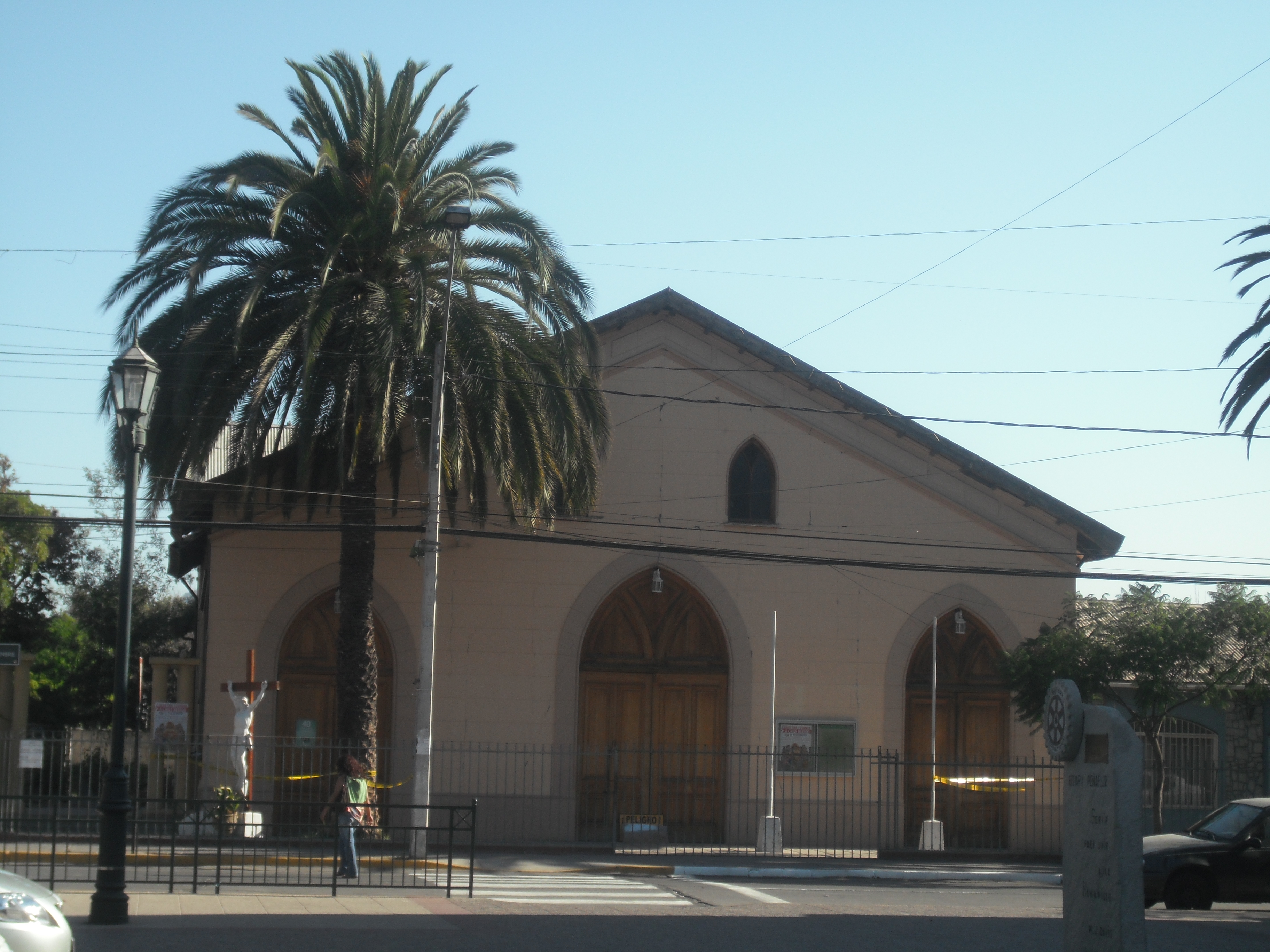

- Virtual International Authority File: 31145856977922920828
- WorldCat: E39PBJhMf9hFCKPgBwWkG9d84q